# Тауер-гілл (станція метро)

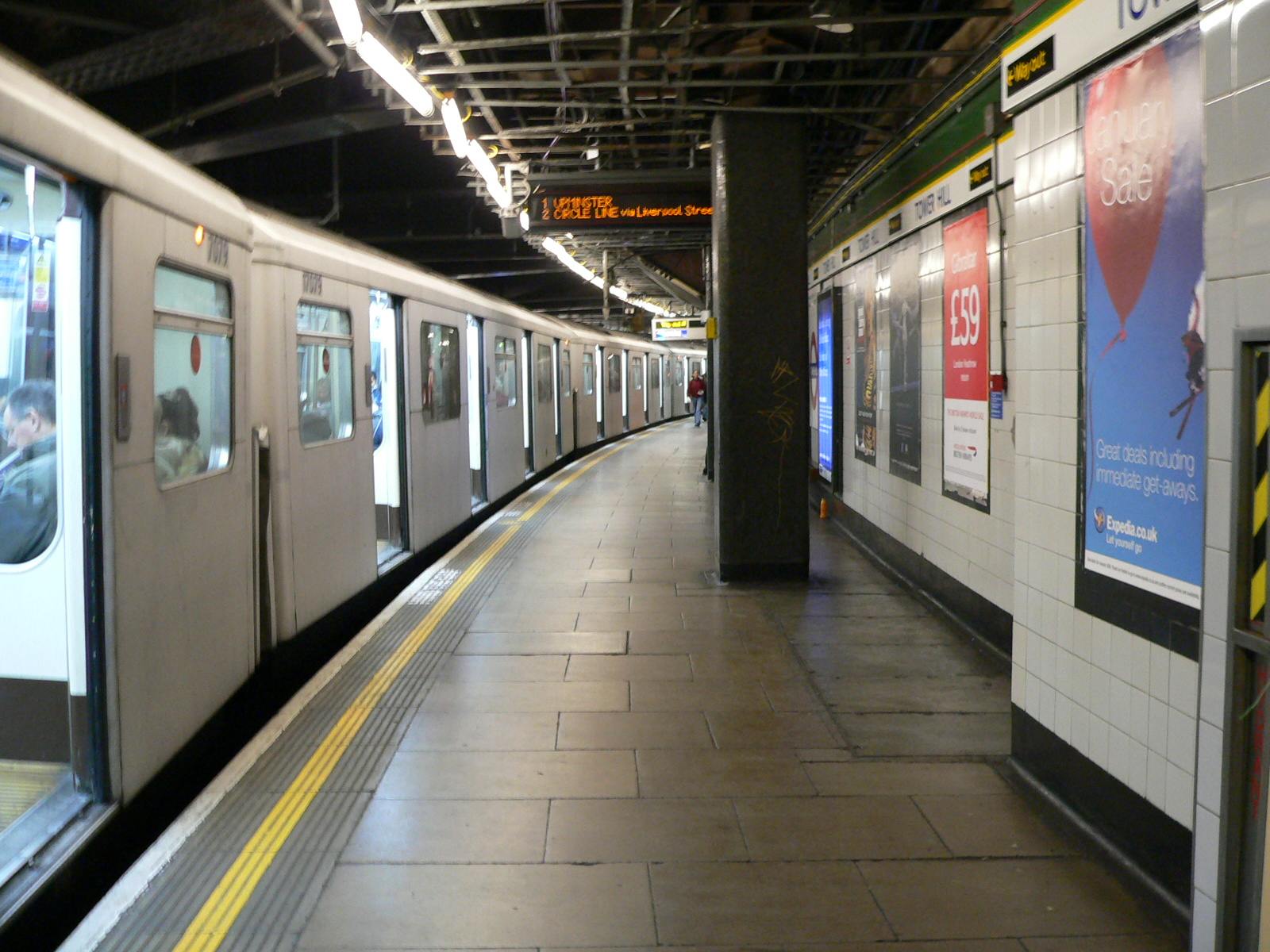
Платформа станції метро Тауер-Гілл, лінія Дистрикт

51°30′36″ пн. ш. 0°04′34″ зх. д. / 51.51° пн. ш. 0.076° зх. д.
Тауер-гілл (англ. Tower Hill) — станція Лондонського метрополітену у Тауер-гілл, Іст-Енд, Лондон. На Кільцевій лінії знаходиться між станціями Моньюмент та Олдгейт, на лінії Дистрикт між Моньюмент та Олдгейт-Іст. Станція знаходиться в 1-й тарифній зоні, пасажирообіг на 2017 рік — 21.03 млн осіб

## Історія
Станцію було побудовано на місці закритої в 1884 році станції метро Лондонський Тауер. Сьогоденна станція Тауер-Гілл була відкрита в 1967 році і замінила станцію метро Марк-Лейн, яка була розташована трохи західніше.

## Пересадки
Пересадки на автобуси маршруту 15, історичний маршрут 15H та нічний маршрут N15.
У кроковій досяжності знаходиться станції Фенчерч-стріт та Тауер-Гейтвей

## Послуги
| Попередня станція | Лінія | Лінія                           | Лінія | Наступна станція |
| ----------------- | ----- | ------------------------------- | ----- | ---------------- |
| Моньюмент         |       | Лондонське метро Кільцева лінія |       | Олдгейт          |
| Моньюмент         |       | Лондонське метро Лінія Дистрикт |       | Олдгейт-Іст      |